# Hatsum
Hatsum, of ook wel Hatzum, is een buurtschap in de gemeente Waadhoeke, in de Nederlandse provincie Friesland. Hatsum ligt tussen Dronrijp en Baijum, bij de spoorlijn Harlingen-Leeuwarden. In 2024 telde de buurtschap Hatsum 32 adressen.

## Geografie
De buurtschap bestaat vooral uit verspreide huizen aan de wegen de Longbuorren, Hatzum, Keimptilsterdyk en de Rewertdyk en ligt binnen het dorpsgebied van Dronrijp. Hatsum ligt in de Polder Hatzum, dat voorheen beheerd werd door het waterschap Hatzum.
De Hatsumeropvaart loopt vanaf het Van Harinxmakanaal naar de buurtschap. Het station van Dronrijp ligt in de buurtschap. Tegenover het station staat een restaurant.
De Longbuorren werd in de 20ste eeuw soms als aparte plaats vermeld. Tussen 1973 en 1982 werd Longbuorren aangeduid op de Kadasterkaarten, als Lange Buren. De Nieuwe encyclopedie van Fryslân uit 2015 duidde Hatsum als een van de buurtschappen van Dronrijp. Lange Buren werd daarbij niet genoemd.

## Geschiedenis
Op de plaats van de buurtschap lagen meerdere terpen, opgeworpen heuvels, die dateren uit de midden tot late ijzertijd. Twee van deze terpen lagen ten noorden van het spoor en een ten zuiden ervan. Ze behoren tot de zeven terpen van Dronrijp die op een 3 kilometer lange kwelderwal lagen.
In de terp van de Longbuorren, in het noorden van de buurtschap, werden sporen gevonden van een dobbe, een drenkplaats waar water werd opgevangen. Deze dobbe was 25 meter breed en 3 meter diep.
Bij de terp Hatsum I, ten zuiden van de spoorlijn, werden bij opgraving in 1922-23 delen van plattegronden van meerdere woningen ontdekt. In de terp zelf werden onder meer kleine scherven gevonden bijvoorbeeld Romeinse drinkbekers en dakpannen. Daarnaast werd een menselijk skelet met een strop om de hals uit de midden-ijzertijd gevonden.
In de terp Hatsum II, vlak bij het station, werden dezelfde soort dakpannen onder meer een geëmailleerde schijfvormige broche gevonden uit de laat-Romeinse periode.

## Naam
De naam van de buurtschap kwam in de 16e eeuw voor in de varianten Hastzen, Hatsem en Hatzum. De plaatsnaam verwijst mogelijk naar een woonplaats (heem/um) van de persoon Hette.

## State en mogelijke stinswier
In Hatsum heeft een state gestaan die bekend stond als de Obbema State. Schotanus geeft op de kaart uit 1718 naast deze state een wier aan, hierop heeft mogelijk een stins gestaan, zoals dat wel vaker gebeurd. Een stinswier is een steilere heuvel waarop een woontoren werd geplaatst.

## Molens
Nabij het spoor staat de Hatsumermolen. Deze poldermolen van het type grondzeiler dateert uit 1878. De molen zou de opvolger zijn van een spinnenkopmolen. Beide molens waren verantwoordelijk voor de bemaling van de Polder Sikma, ook wel Polder 51 genoemd. In 1970 werd de molen aangewezen als een rijksmonument. In 1987 was de molen zo vervallen dat deze feitelijk herbouwd moest worden, dit gebeurde tussen 1987 en 1991. De Hatsumermolen hield desondanks diens rijksmonumentstatus.

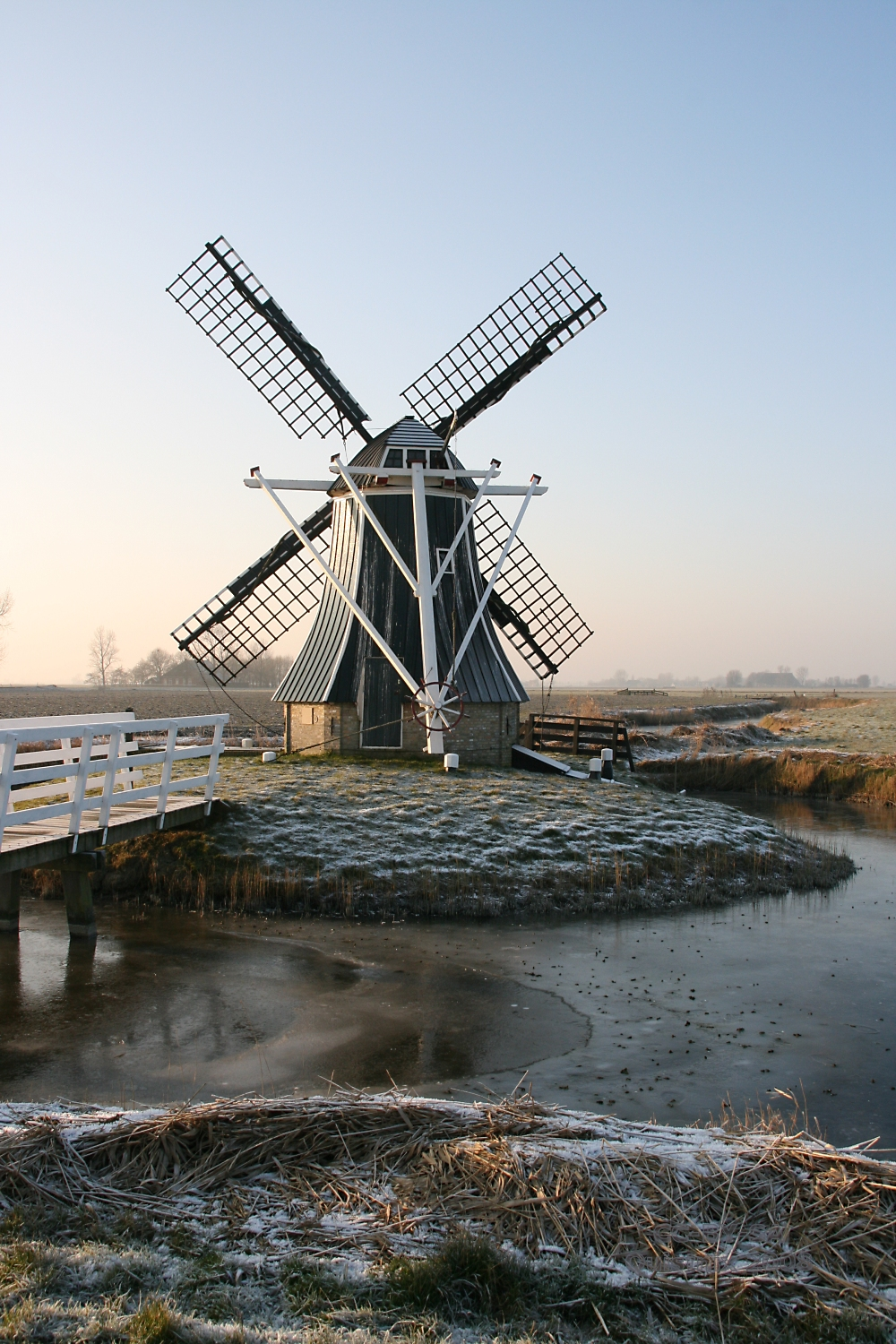
Hatsumermolen

Steden, dorpen en gehuchten: Achlum · Baijum · Beetgum · Beetgumermolen · Berlikum · Blessum · Boer · Boksum · Deinum · Dongjum · Dronrijp · Engelum · Firdgum · Franeker · Herbaijum · Hitzum · Klooster-Lidlum · Marssum · Menaldum · Minnertsga · Nij Altoenae · Oosterbierum · Oude Leije (klein deel) · Oudebildtzijl · Peins · Pietersbierum · Ried · Ritsumazijl · Schalsum · Schingen · Sexbierum · Sint Annaparochie · Sint Jacobiparochie · Slappeterp · Spannum · Tzum · Tzummarum · Vrouwenparochie · Welsrijp · Westhoek · Wier · Winsum · Zweins

Buurtschappen: Arkens · Barrum · Bonkwerd · De Kampen · De Poelen · De Vlaren · Dijkshoek · Dijksterhuizen · Doijum · Fatum · Hatsum · Het Hooghout · Holprijp · Kie · Kiesterzijl · Kingmatille · Klooster Anjum · Koehool · Koum · Laakwerd · Lutjelollum · Miedum · Nieuwebildtzijl · Oosterend · Oosthoek · Rewerd (deels) · Roptazijl (deels) · Salverd · Schildum · Sopsum · Stad Niks · Teetlum · Tolsum · Tritzum · Tjeppenboer · Vrouwbuurtstermolen (deels) ·  Weakens · Westerend · Zwarte Haan

Voormalige buurtschappen: Franjumerburen · Langwerd · Memerd · War 

Friesland: Steden en dorpen      Nederland: Provincies · Gemeenten